# Дегтярськ
Дегтя́рськ (рос. Дегтярськ) — місто, центр Дегтярського міського округу Свердловської області.

## Географія
Дегтярськ розташований на річці В'язовці. У межах міста розташоване озеро Ікбулат.

## Історія
Перше поселення в районі сучасного Дегтярска датується приблизно кінцем XIX століття (тимчасові поселення 1890-их років), коли робітники з Ревдинського залізоробного заводу та з селища Краснояр, займаючись заготівлею березового вугілля для потреб заводу, попутно займалися і варінням дьогтю, бо географо-геологічний кордон Європи-Азії, що проходить між Ревдою і Дегтярськом, також геологічно і географічно розділяв і породи деревних насаджень: в «європейській» Ревді переважали хвойні — в основному сосни, в «азійському» Дегтярську росли в основному берези, що сприяло процвітанню варіння дьогтю з березових субстратів.
1914 року починається розробка Дегтярського родовища сірчаного колчедану. Поблизу родовища було утворене селище Дегтярка. 18 листопада 1954 селищу було надано статус міста.
Влітку 1959 року місто відвідав 36-й віцепрезидент, майбутній 37-й президент США Річард Ніксон, який активно спілкувався з місцевими мешканцями. У 1925—1930 роках його батьки працювали на місцевому мідному руднику, узятому в концесію американською фірмою «Лена-Голдфілдс».
1 травня 1960 року у небі над Дегтярськом радянські сили ППО збили американського льотчика-шпигуна Пауерса на літаку U-2. При цьому був також випадково збитий радянський перехоплювач МіГ-19, пілотований старшим лейтенантом Сергієм Сафроновим. Трагедія розігралася в небі над Дегтярськом під час першотравневої демонстрації і літак Сафронова міг врізатися в багатотисячну демонстрацію, якби не його героїчний вчинок — він зумів відвести літак за місто, тим самим врятувавши людські життя, але втративши своє. На початку 2000-их років Сергію Сафронову було встановлено пам'ятник.
9 липня 2009 року Дегтярськ включений до списку учасників маршруту Всесвітньої Федерації АЦК ЮНЕСКО «Світова культурна спадщина. Діалог культур, діалог цивілізацій». Таким чином, Дегтярськ став четвертим середньоуральським містом з таким статусом. Його вже носять Єкатеринбург, Нижній Тагіл та Нижні Серги.

## Населення
Населення — 15 522 особи (2010, 15 869 у 2002).

## Відомі особистості
В поселенні народилась:
- Безпалько Ольга Володимирівна (1962—2017) — український педагог.